# 자람테크놀로지
자람테크놀로지(Zaram Technology Inc.)는 대한민국의 통신 반도체 팹리스 기업이다. 본사는 경기도 성남시 분당구 성남대로925번길 41에 위치해 있으며 대표이사는 백준현이다.

## 연구
차세대지능형반도체 기술개발사업 국책과제로 설계 부문을 맡아 디바이스용 인공지능(AI) 칩을 개발하고 있다

## 실적
2023년 매출액 129억원, 영업이익 1억원으로 전년보다 각각 20.1%, 28.8% 감소할 것으로 추정된다

## 상장
3번 증권신고서 낸 후 2023년 3월 7일에 신영증권을 주관사로 공모가 22,000원(희망 공모가 밴드 16,000 ~ 20,000원)에 상장을 하였다

## 같이 보기
- 이노와이어리스
- 아진엑스텍
- 칩스앤미디어
- 네패스아크
- 에이직랜드

## 참고문헌
1. ↑  人사이트 백준현 자람테크놀로지 대표 "저비용·저전력 설계로 글로벌 통신 반도체 도전", 전자신문, 2023년 2월 5일
2. ↑  정희경, 자람테크놀로지 코스닥 재도전, 백준현 5G통신반도체 기술 자신, 비지니스포스트, 2022년 12월 2일
3. ↑  이규진, 자람테크놀로지, 엔비디아 뛰어 넘는 세계 첫 AI반도체기술 SNN 국책과제 진행, 아이뉴스24, 2024년 3월 6일
4. ↑  양지윤, 자람테크놀로지, 올해 흑자 간당간당…왜?, 이데일리, 2023년 9월 23일
5. ↑  자람테크놀로지 3수만에 성공적 IPO, 디일렉, 2023년 3월 3일